# Sello de Eneas
El sello de Eneas es una gema descubierta, junto con otras piezas de valor, en un tramo de cloaca del municipio de Calagurris Iulia del Imperio romano (actual Calahorra, La Rioja, España) y entregada al ayuntamiento de dicho municipio. En 1989 este sello fue extraviado y a día de hoy todavía no se conoce el paradero de esta joya.

## Descripción
El sello de Eneas es una gema biselada forma ovalada y de color azulado, que, seguramente, estaba destinada para ser engarzada en un anillo. El motivo artístico representado en esta joya narra una escena mitológica fácilmente reconocible, nos referimos a la huida de Eneas de la ciudad de Troya con su padre Anquises  a hombros y su hijo Ascanio, tras la destrucción de dicha ciudad por los aqueos.
Se trata de una pieza importante que confirma la importancia que tuvo Calagurris Iulia tras ser nombrada municipium civium romanorum en el siglo I a. C. Esta promoción jurídica generó un amplio desarrollo cultural, como se puede observar en la cantidad de restos arqueológicos que hasta el momento se han exhumado en la Calahorra actual y su entorno.